# Handsworth Parramore FC
Handsworth Parramore FC (celým názvem: Handsworth Parramore Football Club) je anglický fotbalový klub, který sídlí ve městě Sheffield v nemetropolitním hrabství South Yorkshire. Založen byl v roce 2014 po fúzi klubů Handsworth FC a Parramore FC. Od sezóny 2014/15 hraje v Northern Counties East League Premier Division (9. nejvyšší soutěž). Klubové barvy jsou zlatá a černá.
Své domácí zápasy odehrává ve městě Worksop na stadionu Sandy Lane s kapacitou 2 500 diváků.

## Úspěchy v domácích pohárech
Zdroj: 
- FA Cup
  - 3. předkolo: 2016/17
- FA Vase
  - 3. kolo: 2015/16

## Umístění v jednotlivých sezonách
Stručný přehled
Zdroj: 
- 2014– : Northern Counties East League (Premier Division)

Jednotlivé ročníky
Zdroj: 
Legenda: Z - zápasy, V - výhry, R - remízy, P - porážky, VG - vstřelené góly, OG - obdržené góly, +/- - rozdíl skóre, B - body, červené podbarvení - sestup, zelené podbarvení - postup, fialové podbarvení - reorganizace, změna skupiny či soutěže
| Anglie (2014 – ) |                                                  |        |    |    |   |    |     |    |     |    |        |
| Sezóny           | Liga                                             | Úroveň | Z  | V  | R | P  | VG  | OG | +/- | B  | Pozice |
| 2014/15          | Northern Counties East League (Premier Division) | 9      | 40 | 22 | 8 | 10 | 90  | 45 | +45 | 74 | 7.     |
| 2015/16          | Northern Counties East League (Premier Division) | 9      | 42 | 29 | 7 | 6  | 113 | 53 | +60 | 94 | 2.     |
| 2016/17          | Northern Counties East League (Premier Division) | 9      | 42 | 26 | 5 | 11 | 127 | 52 | +75 | 83 | 4.     |
| 2017/18          | Northern Counties East League (Premier Division) | 9      | 42 | 27 | 4 | 11 | 99  | 56 | +43 | 85 | 4.     |
| 2018/19          | Northern Counties East League (Premier Division) | 9      | 42 |    |   |    |     |    |     |    |        |